# Camillo Medeot
Camillo Medeot (San Lorenzo Isontino, 25 luglio 1900 – Gorizia, 6 agosto 1983) è stato un politico e storico italiano, esponente del cattolicesimo democratico.

## Biografia
Provenne da una famiglia - come la descrisse lui stesso a Quirino Principe nel 1975 - "contadina povera ma non poverissima". I genitori, vedendolo un bambino gracile non adatto al lavoro nei campi, decisero di farlo studiare, prima alla scuola popolare al paese, poi a Gradisca d'Isonzo all'istituto magistrale. Studi che la prima guerra mondiale interruppe nel 1915.
Fu profugo a Landegg-Pottendorf, in una delle "città di legno" (Barackenlager)  costruite dall'Impero austro-ungarico per gli sfollati dalle zone di guerra, e venne assunto ad appena 16 anni, in quanto "studente", nell'amministrazione del campo.
Dopo due anni riprese gli studi magistrali a Kremsier (attuale Kroměříž), in Moravia. Li completò a guerra finita, nel 1919, presso il regio istituto magistrale maschile di Gradisca d'Isonzo, e prese subito servizio.
Per l'insegnamento coltivò una vera e propria passione, tanto da amare il titolo di maestro. Fu così che insegnò a Monticchio (Pola), Lucinico, Cormons, Dolegna, Brazzano, e infine presso il seminario minore di Gorizia, dal 1925 al 1965. Il 23 maggio 1931 sposò una collega, Ofelia Marega, che gli diede cinque figli.
Maturò nel 1920 la vocazione a "cattolico integrale" che esprimerà nella collaborazione a L'Idea del Popolo, ove firmò coraggiosi articoli di critica del fascismo; nella partecipazione alla politica, quale iscritto al Partito Popolare Italiano dal 1920 al 1926, anno in cui il partito ufficialmente si sciolsee, e poi dal 1945 alla Democrazia Cristiana. In questa militanza ricoprì le cariche di consigliere comunale, dal 1952 al 1956, e assessore in giunta (alla Pubblica Istruzione: 1945-48, 1952-56); nell'attività interna a tante associazioni del laicato cattolico, come presidente della sezione isontina della associazione magistrale "Niccolò Tommaseo" dal 1923 al 1927 e dell'AIMC (Associazione italiana maestri cattolici), come promotore del sindacato magistrale provinciale.
La sua azione in ambito ecclesiale lo portò ad essere presidente dell'Azione Cattolica (1947-48 e 1958-64) e dei comitati civici (1952-60); nella gestione di istituzioni cittadine: il collegio "Dante Alighieri", l'Istituto comunale di musica, il Comitato comunale aiuti internazionali, l'istituto "Oddone Lenassi". Nel 1960 fondò il Centro Cattolico Isontino di Cultura.
Iniziò nel 1965 una produzione storiografica dedicata ai caratteri originali della cultura isontina e al ruolo locale di Chiesa e movimento cattolico, animata dal desiderio di dar voce ai vinti e "far amare la nostra storia alle categorie più umili della nostra gente".
Dopo aver collaborato con giornali e riviste, nel 1968 pubblicò la sua prima opera, Storia di preti isontini internati nel 1915, che lo rivelò accurato ricercatore delle fonti e coraggioso lettore della storia della sua terra e della sua gente. Di profondo rinnovamento nella storiografia regionale è il suo fondamentale I cattolici del Friuli orientale nel primo dopoguerra (Gorizia 1972).
Luigi Tavano ha affermato di lui:
Per modestia rifiutò, nel 1982, la presidenza dell'Istituto di storia sociale e religiosa, che contribuì a fondare.
Morì il 6 agosto 1983 a Gorizia. Nello stesso anno era uscita la sua ultima fatica, la storia di San Lorenzo Isontino.

## Opere
- Storie di preti isontini internati nel 1915, Gorizia 1969
- I cattolici del Friuli orientale nel primo dopoguerra, Gorizia 1972
- Le orsoline a Gorizia 1672-1972, Gorizia 1972
- Due friulani internati (1915-18), Udine 1974
- Lettere da Gorizia a Zaticina, Udine 1975
- Cronache Goriziane 1914-18, Gorizia 1976
- L'Istituto Magistrale di Gradisca 1909-1926, Udine 1977
- Friulani in Russia e in Siberia 1914-1919, Gorizia 1978
- Prigionieri friulani a Novi Zavòd, IN LXXI 1979
- Viva il Friûl, VC 13.1.1979
- Il primato dei fratelli Mosetti, IN LXXII 1980
- Grado 1914-1919, Gorizia 1980
- Un friulano nelle terzine giocose di un istriano, IN LXXVI 1981
- La storia della mia gente, San Lorenzo Isontino, Gorizia 1983